# NGC 344
NGC 344 là một thiên hà xoắn ốc có rào chắn trong chòm sao Kình Ngư. Nó được phát hiện vào năm 1886 bởi Frank Muller.Nó được John Louis Emil Dreyer mô tả là "cực kỳ mờ nhạt, rất nhỏ, tròn không đều, đột nhiên giữa và nhân sáng hơn (có lẽ là một ngôi sao?). " 